# Te Atatu
Te Atatu (Maori pour "the dawn") est le nom de deux banlieues de l’ouest de la ville d’Auckland, dans l’Île du Nord de la Nouvelle-Zélande.

## Situation
Te Atatu Peninsula et Te Atatu South, sont localisées l’une près de l’autre à 10 kilomètres vers l’ouest du centre de la cité d’Auckland.

## Toponymie
Te Atatu Peninsula, autrefois connue sous le nom de Te Atatu North, siège, comme son nom l’indique, sur une petite péninsule.
Elle est localisée à l’extrémité ouest du mouillage  de Waitemata Harbour, et est formée par Henderson Creek, le bras d’un estuaire, qui s’étend vers le sud-ouest du mouillage.
La péninsule ainsi formée est longue de 4 kilomètres et large de 2 kilomètres et est reliée à la partie principale de l’Île du Nord à son extrémité inférieure.
Te Atatu South est située au point où la péninsule rencontre le reste de l’Île du Nord au sud de l’échangeur de l’autoroute, qui croise l’ancienne zone plus étroitement reliée .
Les deux zones suburbaines sont caractérisées par des banlieues bien établies, qui voisinent avec deux centres-villes différents, fournissant des magasins, un centre médical et des installations de la communauté  
La plupart des habitants travaillent dans la banlieue ouest d’Auckland ou directement dans centre d’Auckland
L'électorat de Te Atatu, qui couvre les deux banlieues, est représenté au niveau du Parlement de la Nouvelle-Zélande par Chris Carter (en), qui fut le premier ministre ouvertement gay de Nouvelle-Zélande dans Cabinet du Ministère (en).
Le poste est maintenant occupé par Phil Twyford (en).

## Géographie
La péninsule (et dans une plus large mesure, la partie sud de la banlieue), est définie par la présence de la zone de Henderson Creek vers l’ouest, et par le fleuve Whau vers l’est.
Les mangroves et d’autres épi faunes d’estuaire dominent les limites de la péninsule avec une géologie composée principalement de zones marines et de sédiments de rivières .

## Histoire
Les deux banlieues  étaient des zones relativement rurales jusqu’en 1950, lors de la première étape de la construction de la Autoroute du nord-ouest d'Auckland (en) (qui est une partie de la route State Highway 16/S H 16 (en)) qui fut ouverte le long de la côte du mouillage de Waitematā Harbour.
Celle ci encouragea le développement de la banlieue vers l’ouest de la cité d’Auckland, et il en résulta que  Te Atatu  grossit rapidement.
En 2000, les logements de la classe ouvrière devinrent de façon croissante recherchés pour en faire de luxueux appartements et d’autres résidences de coût élevé .

### Proposition de port
En 1950, il y eut des plans pour construire un nouveau port en eau profonde au niveau de la péninsule de Te Atatu (en) .
Les terres furent acquises sous la règle des travaux publiques et plus tard le Auckland Harbour Bridge fut construit avec une hauteur suffisante pour permettre à de gros bateaux de passer en dessous.
Toutefois l’idée de port ne s’fut jamais réalisée, et les terres furent ultérieurement libérées pour être loties, bien que des combats en justice se soient déroulés et continuent avec les anciens propriétaires terriens   <!—ajouter des références pourraient être souhaitables, qui ne soient pas seulement focalisées sur la relation entre le port de ‘Te Atatu’ et le pont -->

## Transport
Les deux banlieues sont séparées par une bissectrice constituée par la route State Highway 16 /S H 16 (en), reliant l’ouest et le nord-ouest de la ville de Auckland avec Auckland City. L’échangeur de ‘Te Atatu’, est en train d’être mis à niveau pour répondre à l’augmentation du trafic.
Le Northwestern Cycleway (en) court aussi le long de l’autoroute et certains résidents locaux l’apprécie pour se rendre à leur travail dans le secteur de Auckland CBD .
Le chemin piéton et la piste cyclable passent tous les deux le long de la côte au niveau de Henderson Creek et du fleuve  Whau.
Un service régulier de bus circule le long de Te Atatu Rd.
Un service de ferry allant vers la cité a aussi été proposé .

## Installations

### Écoles
L’école secondaire publique est le collège Rutherford (en)  .
D’autres établissements secondaires sont disponibles : 
- école supérieure Henderson (en),
- ACG Sunderland school and college (en),
- collège Liston (en), et
- collège St Dominic (en).

Les écoles intermédiaires locales sont ‘ Te Atatu Intermediate’ et ‘Rangeview Intermediate’.
Il y a aussi sept écoles primaires: Edmonton,Flanshaw Road,Freyberg,Tirimoana,Rutherford,Matipo et Peninsula.

### Sports
Te Atatu est le siège de plusieurs clubs de sports. Peut-être que celui qui recueille le plus de succès est l’équipe de la ligue de rugby du Te Atatu Roosters (en), qui fut champion au niveau national en 1988.
Il est basé au niveau de Jack Colvin Park.
D’autres équipes qui jouent dans le secteur de Te Atatu sont le Te Atatu Tennis Club, Waitakere Cricket Club (en),Waitakere rugby union club, Waitemata Football Club, Te Atatu Football Club, West City Baseball Club, Te Atatu softball club et Te Atatu Boating Club.